# Daphné-Klasse
Die Daphné-Klasse war eine französische Schiffsklasse konventionell angetriebener U-Boote. Die Boote wurden zwischen 1964 und 1975 in Dienst gestellt. Neben Frankreich setzten auch Pakistan, Portugal, Spanien und Südafrika die Boote ein. Die französische Marine stellte das letzte Boot der Klasse 1998 außer Dienst; weltweit wurde das letzte Exemplar 2010 stillgelegt.

## Details
Die Klasse wurde ab 1952 als Ergänzung zu den größeren U-Booten der Narval-Klasse entwickelt. Die Zweihüllenboote sind eine vergrößerte Weiterentwicklung der Aréthuse-Klasse. Sie besitzen keinen Torpedoraum. Alle zwölf Torpedorohre befinden sich außerhalb des Druckkörpers und sind auf See nicht nachladbar.
Zwischen 1964 und 1970 wurden elf Boote von der französischen Marine in Dienst gestellt. Zwei französische U-Boote gingen im Mittelmeer bei Unfällen verloren, wobei jeweils die gesamte Besatzung den Tod fand. Bis 1996 wurden die übrigen neun französischen U-Boote stillgelegt. Seit der Stilllegung des letzten französischen Bootes der Agosta-Klasse im Jahre 2001 besitzt die französische Marine nur noch Atom-U-Boote.
Der erste ausländische Abnehmer der Daphné-Klasse war Portugal, das zwischen 1967 und 1969 vier U-Boote in Dienst stellte. 1975 verkaufte Portugal ein U-Boot an Pakistan. Zwei weitere Boote wurden bis 2005 außer Dienst genommen. Ein Boot blieb bis 2010 im aktiven Dienst, wodurch Portugal der letzte Betreiber der Daphné-Klasse war.
Die nächste ausländische Marine, welche die U-Boote kaufte, war die pakistanische. Pakistan stellte 1970 drei Boote der Klasse in Dienst. Eines dieser U-Boote, die Hangor, war das erste U-Boot nach dem Ende des Zweiten Weltkrieges, das in einem Kampfeinsatz ein feindliches Schiff versenkte. Während des Bangladesch-Krieges torpedierte die Hangor am 9. Dezember 1971 die indische Fregatte Khukri. Ein weiteres indisches Kriegsschiff wurde beschädigt. Bis zum heutigen Tag kam es lediglich zu einem weiteren erfolgreichen U-Boot-Einsatz gegen ein gegnerisches Schiff. Im Falklandkrieg 1982 wurde der argentinische Kreuzer General Belgrano von dem britischen Atom-U-Boot Conqueror versenkt.
Der letzte ausländische Abnehmer war Spanien. Zwischen 1973 und 1975 wurden vier in Cartagena in Lizenz gebaute Boote von der spanischen Marine in Dienst gestellt. Das letzte spanische U-Boot der Klasse wurde 2006 außer Dienst gestellt.

## Einheiten und Verbleib

### Frankreich– Französische Marine (Marine nationale française)
Als Entwickler der Daphné-Klasse hatte Frankreich zwischen 1964 und 1970 elf Einheiten dieser Klasse in Dienst gestellt und war damit gleichzeitig der zahlenmäßig größte Nutzer. Allerdings befanden sich nie mehr als neun Einheiten gleichzeitig in Dienst, da Minerve und Eurydice bereits vor bzw. mit Zulauf der letzten Boote der Klasse bei Unfällen gesunken waren. Die restlichen Boote versahen ihren Dienst in der Marine nationale zum Teil bis in die späten 1990er-Jahre. Das Gros der Boote wurde verschrottet. Mit Flore ist in Lorient eine französische Einheit der Daphné-Klasse als Museum erhalten geblieben.
Zudem wurden von Frankreich 14 Einheiten der Daphné-Klasse in andere Länder exportiert, wovon der Großteil auf französischen Werften gebaut wurde. Die ins Ausland gelieferten Einheiten wurden bei den Kundenmarinen üblicherweise nicht als Daphné-Klasse bezeichnet, sondern jeweils nach dem ersten Boot der Klasse im jeweiligen Land benannt.
| Kennung | Name             | Bauwerft         | Kiellegung        | Stapellauf         | Indienststellung   | Außerdienststellung | Verbleib |
| ------- | ---------------- | ---------------- | ----------------- | ------------------ | ------------------ | ------------------- | --- |
| S 641   | Daphné (Q 241)   | Dubigeon, Nantes | März 1958         | 20. Juni 1959      | 1. Juni 1964       | 22. September 1989  | verschrottet |
| S 642   | Diane (Q 242)    | Dubigeon, Nantes | Juli 1958         | 4. Oktober 1960    | 20. Juni 1964      | 31. Dezember 1987   | verschrottet |
| S 643   | Doris (Q 243)    | DCAN, Cherbourg  | 1. September 1958 | 14. Mai 1960       | 26. August 1964    | 20. August 1996     | verschrottet |
| S 644   | Eurydice (Q 245) | DCAN, Cherbourg  | Juli 1958         | 19. Juni 1962      | 26. September 1964 | –                   | Verlust: am 4. März 1970 bei Unfall vor Saint-Tropez im Mittelmeer mit 57 Mann (darunter ein Pakistaner) auf 750 Meter gesunken. |
| S 645   | Flore (Q 246)    | DCAN, Cherbourg  | 1. September 1958 | 21. Dezember 1960  | 21. Mai 1964       | 21. März 1989       | Museum in Lorient |
| S 646   | Galatée (Q 247)  | DCAN, Cherbourg  | 1. September 1958 | 22. September 1961 | 25. Juli 1964      | 22. Oktober 1993    | verschrottet |
| S 647   | Minerve (Q 248)  | Dubigeon, Nantes | Mai 1958          | 31. Mai 1961       | Juni 1964          | –                   | Verlust: am 27. Januar 1968 unter ungeklärten Umständen mit 52 Seeleuten im Mittelmeer gesunken.                                 |
| S 648   | Junon (Q 249)    | DCAN, Cherbourg  | Juli 1961         | 11. Mai 1964       | 25. Februar 1966   | 8. Oktober 1996     | verschrottet |
| S 649   | Vénus (Q 250)    | DCAN, Cherbourg  | August 1961       | 24. September 1964 | 1. Januar 1966     | 3. November 1990    | verschrottet |
| S 650   | Psyché (Q 253)   | DCAN, Brest      | 1. Juni 1965      | 28. Juni 1967      | 7. Juni 1969       | 29. September 1998  | verschrottet |
| S 651   | Sirène (Q 254)   | DCAN, Brest      | September 1965    | 28. Juni 1967      | 1. März 1970       | 30. Mai 1997        | verschrottet |

### Portugal– Portugiesische Marine (Marinha Portuguesa)
Erster Exportkunde der Daphné-Klasse war die portugiesische Marine. Sie bestellte ursprünglich vier Einheiten und stellte diese in Dienst. 1975 wurde dann die dritte Einheit des portugiesischen Bauloses, Cachalote, an Pakistan verkauft. Somit verfügte die Marinha Portugesea über den größten Teil der Dienstzeit der Daphné-Boote nur über drei Einheiten. Diese wurden dann ab 2000 im jeweils fünfjährigem Abstand sukzessive außer Dienst gestellt und schließlich durch die beiden U-Boote der Klasse 209PN abgelöst, die de facto Boote des deutschen Exporttyps Klasse 214 sind. Die Boote der Daphné-Klasse wurden bis auf die letzte in Dienst befindliche Einheit, Barracuda, die als Museumsschiff in Cacilhas liegt, verschrottet.
| Kennung | Name      | Bauwerft         | Kiellegung | Stapellauf     | Indienststellung | Außerdienststellung | Verbleib                   |
| ------- | --------- | ---------------- | ---------- | -------------- | ---------------- | ------------------- | -------------------------- |
| S163    | Albacora  | Dubigeon, Nantes | ?          | Oktober 1966   | 1. Oktober 1967  | 2000                | ?                          |
| S164    | Barracuda | Dubigeon, Nantes | ?          | April 1967     | 4. Mai 1968      | 2010                | Museum in Cacilhas         |
| S165    | Cachalote | Dubigeon, Nantes | ?          | Februar 1968   | 25. Januar 1969  | 1975                | 1975 verkauft an Pakistan. |
| S166    | Delfim    | Dubigeon, Nantes | ?          | September 1968 | 1. Oktober 1969  | Dezember 2005       | ?                          |

### Pakistan– Pakistanische Marine (Pɑkistan Bahri'a)
Auch die pakistanische Marine bestellte zunächst drei Einheiten der Daphné-Klasse in Frankreich. Später kaufte sie noch die Cachalote von Portugal und stellte diese als Ghazi in Dienst. Sie ersetzte damit ihre Namensvorgängerin der amerikanischen, im GUPPY-Programm modifizierten Tench-Klasse, die das erste U-Boot der pakistanischen Marine war und im dritten indisch-pakistanischen-Krieg sank. Pakistan verlor keines der U-Boote der Daphné-Klasse. Die Boote wurden von Einheiten der Agosta-Klasse ergänzt und später ersetzt. Im Jahre 2006 wurden alle vier pakistanischen U-Boote der Klasse stillgelegt. Die erste pakistanische Einheit der Klasse, Hangor, die im Krieg gegen Indien erfolgreich war, ist in Karatschi als Museumsschiff öffentlich ausgestellt.
| Kennung | Name    | Bauwerft                 | Kiellegung | Stapellauf    | Indienststellung  | Außerdienststellung | Verbleib            |
| ------- | ------- | ------------------------ | ---------- | ------------- | ----------------- | ------------------- | ------------------- |
| S131    | Hangor  | St. W., Brest            | ?          | 28. Juni 1968 | 20. Dezember 1970 | 2. Januar 2006      | Museum in Karatschi |
| S132    | Shushuk | Seine-Maritime, Le Trait | ?          | Juli 1969     | Januar 1970       | 2006                | ?                   |
| S133    | Mangro  | Seine-Maritime, Le Trait | ?          | Februar 1970  | August 1970       | 2006                | ?                   |
| Kennung | Name    |                          |            | Vormals       | Indienststellung  | Außerdienststellung | Verbleib            |
| S134    | Ghazi   | –                        | –          | Cachalote     | 1975              | 2006                | ?                   |

### Sudafrika– Südafrikanische Marine (Suid-Afrikaanse Vloot)
Als weiterer ausländischer Kunde übernahm Südafrika 1970/71 drei U-Boote der Klasse. Südafrika stieg mit dem Zulauf von Einheiten der Daphné-Klasse erstmals in den Kreis der mit einer U-Boot-Waffe ausgestatteten Marinen ein. Anders als in Spanien wurden diese Boote später nicht, wie geplant, durch Einheiten der Agosta-Klasse ergänzt bzw. ersetzt. Aufgrund eines Waffenembargos konnte Frankreich die von Südafrika bestellen Agosta-Boote nicht ausliefern und verkaufte sie schließlich an Pakistan. Damit bildeten die drei Einheiten der Daphné-Klasse jahrzehntelang das Rückgrat der U-Boot-Komponente der südafrikanischen Marine. Die Boote erhielten nach dem Ende der Apartheid in Südafrika 1994 neue Namen. Das Ende der Apartheid und des Waffenembargos ermöglichte Südafrika dann auch den Ersatz der drei Daphné-Klasse-Boote durch drei U-Boote der deutschen Klasse 209/1400SA. Alle drei südafrikanischen U-Boote der Daphné-Klasse wurden 2003 stillgelegt. Mit der Assegai ist ein Boot in Simon’s Town als Museum erhalten.
| Kennung | Name                           | Bauwerft         | Kiellegung     | Stapellauf       | Indienststellung | Außerdienststellung | Verbleib               |
| ------- | ------------------------------ | ---------------- | -------------- | ---------------- | ---------------- | ------------------- | ---------------------- |
| S 97    | Spear ex Maria Van Riebeeck    | Dubigeon, Nantes | ?              | März 1969        | 18. März 1976    | 2003                | verschrottet           |
| S 98    | Umkhonto ex Emily Hobhouse     | Dubigeon, Nantes | Dezember 1968  | 24. Oktober 1969 | 26. Februar 1971 | 2003                | 2008 verschrottet      |
| S 99    | Assegai ex Joanna Van de Merwe | Dubigeon, Nantes | 24. April 1969 | 21. Juli 1970    | 21. August 1971  | 23. November 2003   | Museum in Simon’s Town |

### SpanienSpanien– Spanische Marine (Armada Española)
Die vier von Spanien, als letzten ausländischen Abnehmer zwischen 1973 und 1975 in Cartagena in Lizenz gebauten U-Boote der Daphné-Klasse waren der erste Nachkriegs-U-Boot-Typ der spanischen Marine. Wie bei den anderen Exportkunden der Daphné-Klasse auch, wurde die Klasse national nach dem jeweils ersten Boot benannt, also in Spanien als Delfin-Klasse bezeichnet. Die Boote wurden später durch vier Einheiten der Agosta-Klasse (in Spanien als Galerna-Klasse bezeichnet) ergänzt und waren zusammen mit diesen lange Zeit das Rückgrat der spanischen U-Boot-Waffe. Alle Einheiten wurden bis 2006 außer Dienst gestellt. Die erste Einheit, Delfin, ist in Torrevieja als Museum erhalten.
| Kennung | Name    | Bauwerft         | Kiellegung | Stapellauf    | Indienststellung | Außerdienststellung | Verbleib                                            |
| ------- | ------- | ---------------- | ---------- | ------------- | ---------------- | ------------------- | --------------------------------------------------- |
| S 61    | Delfin  | Bazán, Cartagena | ?          | März 1972     | Mai 1973         | Juli 2003           | Als Museumsschiff erhalten im Hafen von Torrevieja. |
| S 62    | Tonina  | Bazán, Cartagena | ?          | Oktober 1972  | Juli 1973        | September 2005      | ?                                                   |
| S 63    | Marsopa | Bazán, Cartagena | ?          | März 1974     | April 1975       | April 2006          | ?                                                   |
| S 64    | Narval  | Bazán, Cartagena | ?          | Dezember 1974 | November 1975    | Januar 2003         | ?                                                   |

## Bilder

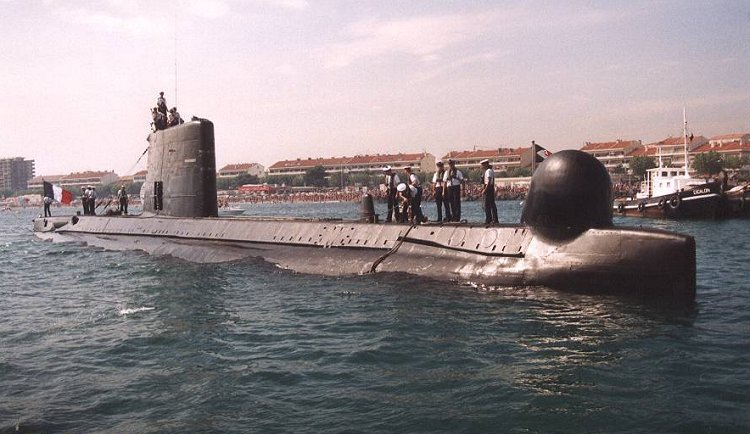
Die franz. Doris 1994 in Saint-Raphaël; das neuere Modell des Aktivsonars ist auf dem Bug zu erkennen
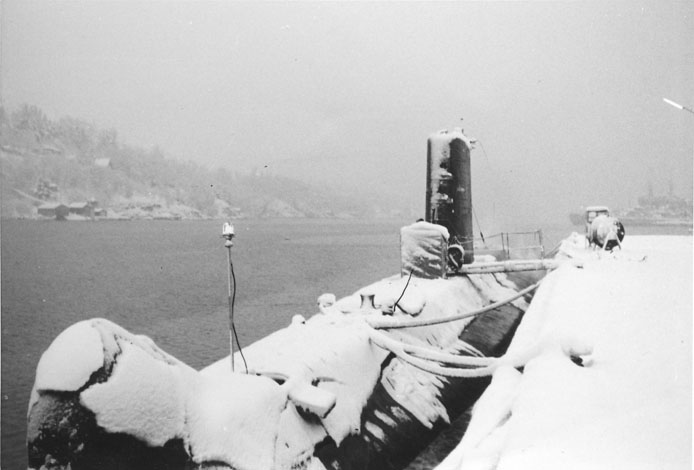
Die später gesunkene Minerve 1962 in Bergen (Norwegen)
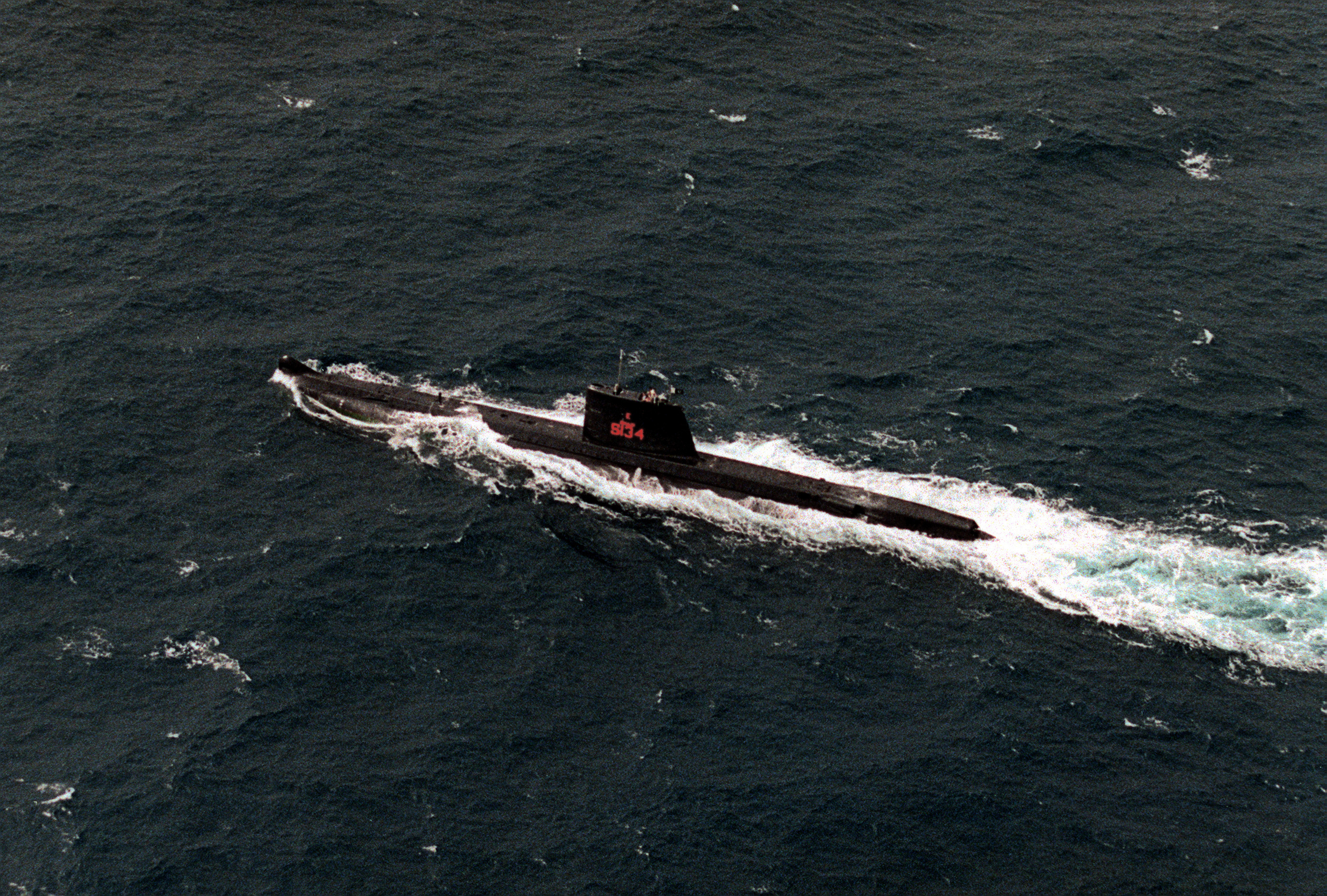
Luftaufnahme der pakistanischen Ghazi auf See; die ältere Version des Aktivsonars ist auf der Bugspitze zu sehen
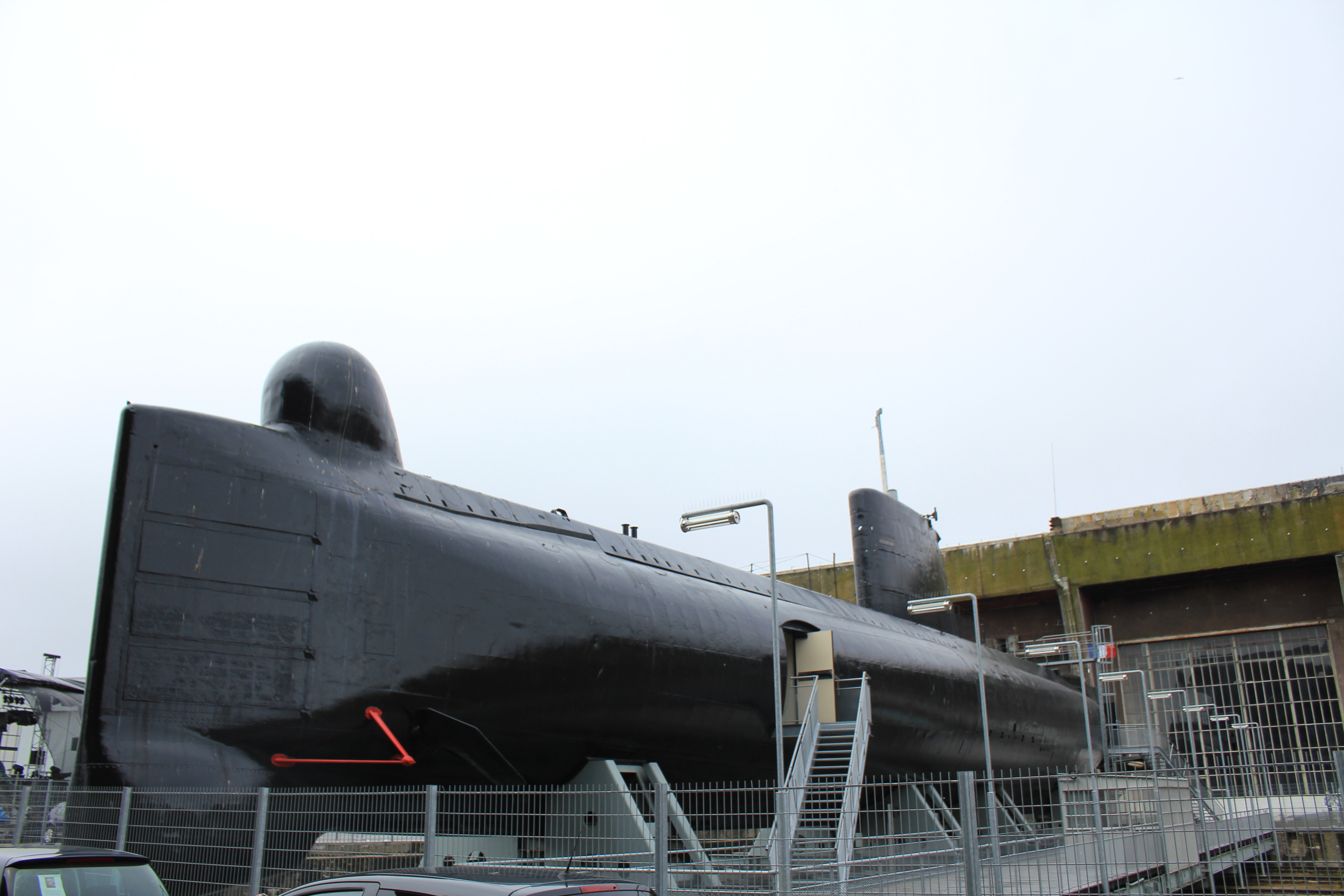
Das franz. Museums-U-Boot Flore vor dem Trockenbunker der U-Bootbasis Keroman in Lorient
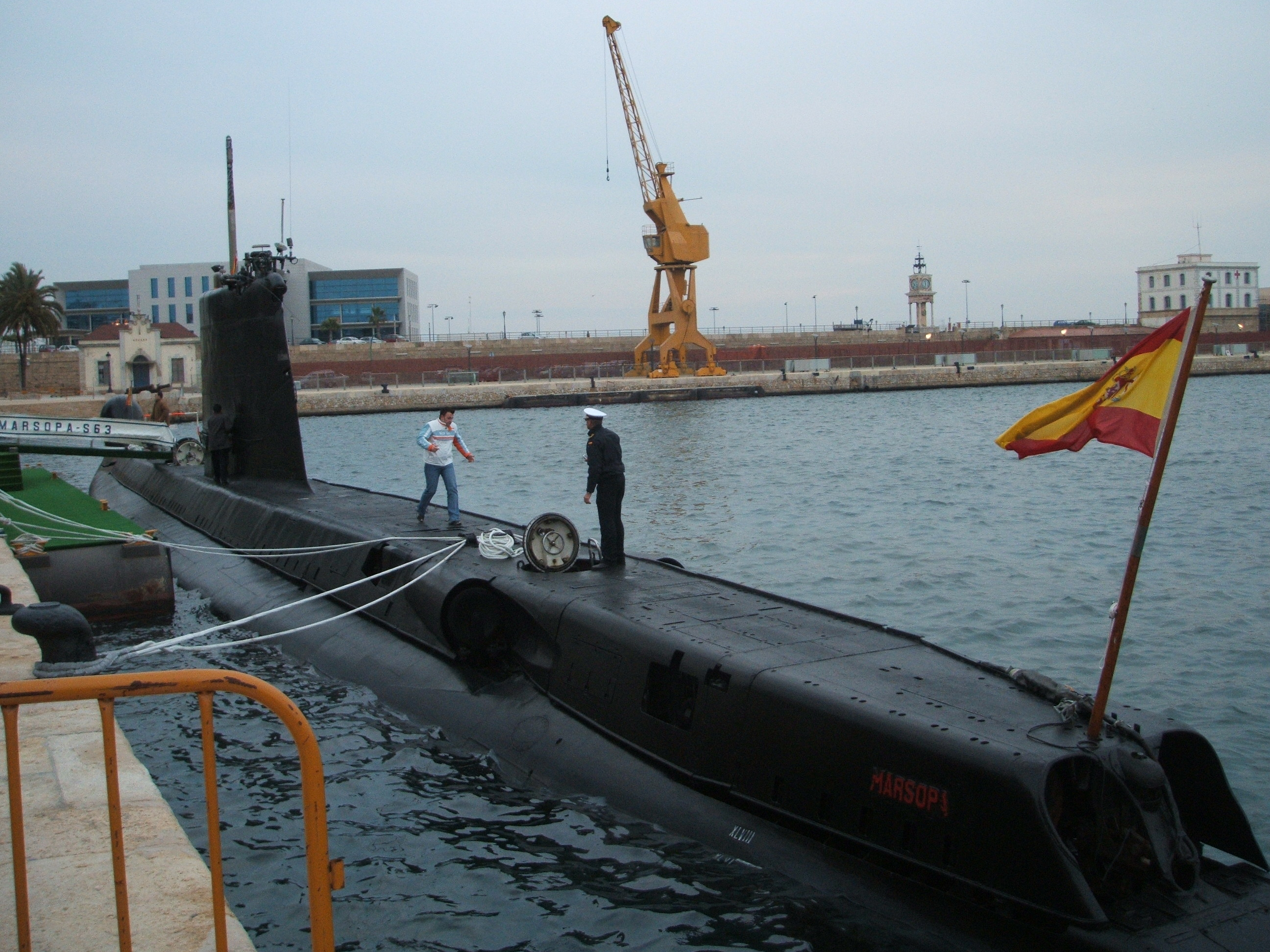
Die span. Marsopa (S 63) am 24. Februar 2006 in Tarragona; die außerhalb des Druckkörpers liegenden vier Hecktorpedorohre sind deutlich zu erkennen
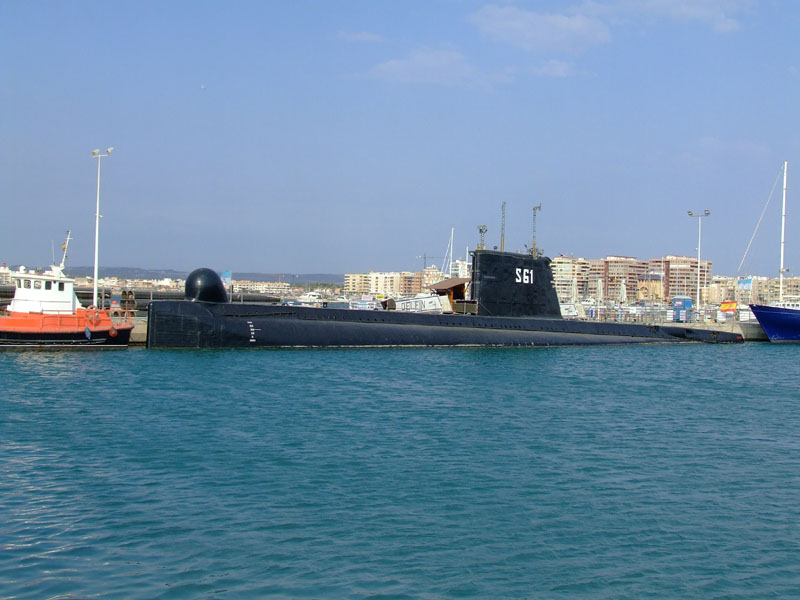
Die ehemalige span. Delfin als Museums-U-Boot in Torrevieja